# Death (sigarette)

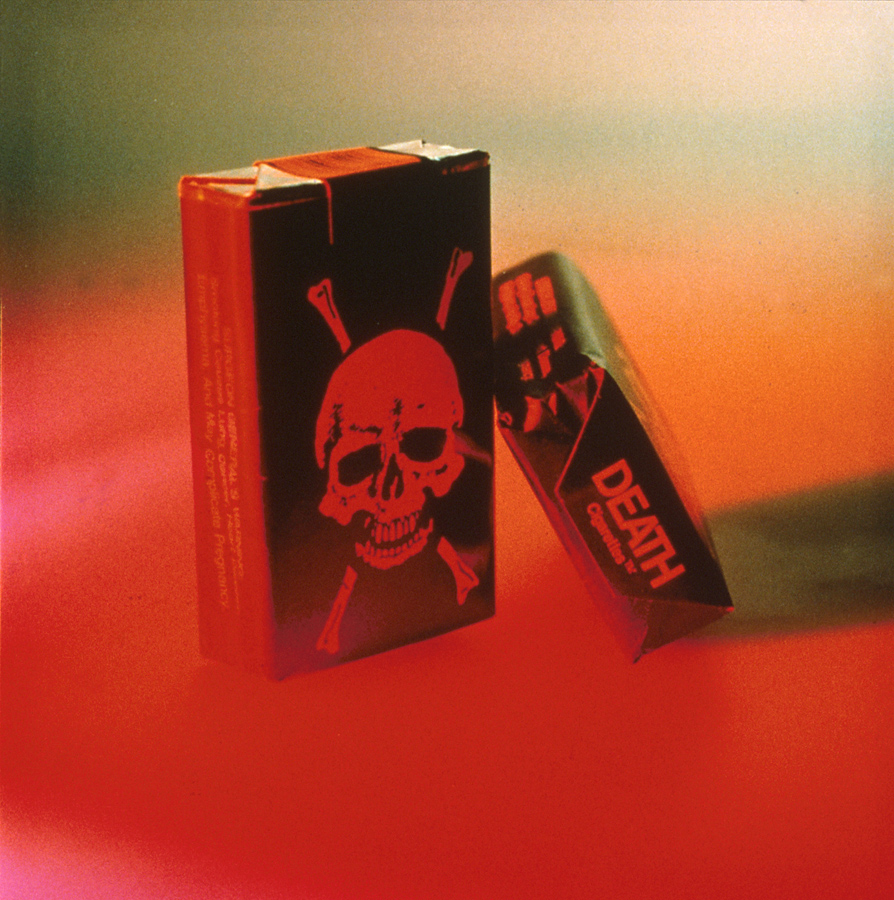
Sigarette Death

Death è stata una marca di sigarette commercializzata in Gran Bretagna nel 1991 dall'imprenditore BJ Cunningham, fondatore dell'azienda produttrice The Enlightened Tobacco Company.

## Descrizione
La loro confezione era nera e, sopra all'avviso reso obbligatorio dal governo sulla pericolosità del fumo, era rappresentato in bianco il simbolo del teschio e tibie incrociate.

## Storia
La società produttrice operò un arbitraggio fiscale, vendendo le sigarette ai fumatori britannici direttamente dal Lussemburgo via posta, in modo da pagare le tasse lussemburghesi invece di quelle britanniche, assai più elevate. Al termine di una causa al riguardo, la Corte di giustizia delle Comunità europee emise una sentenza in favore dell'ente britannico che si occupa di dazi e accise (HMCE), che sosteneva che per non pagare i dazi doganali i consumatori avrebbero dovuto trasportare personalmente il prodotto all'interno del paese. La sentenza di fatto segnò la fine della Enlightened Tobacco Company.
A partire dal 1995 quindi, divenne estremamente difficile procurarsi il prodotto; le vendite iniziarono a declinare e la società fu sciolta il 14 settembre 1999.